# Statut Westminsterski (1931)
Statut Westminsterski (ang. Statute of Westminster) – akt prawny uznający za podmioty wzajemnie równe (z pewnymi ograniczeniami) Wielką Brytanię i jej ówczesne dominia: Kanadę, Australię, Nową Zelandię, Związek Południowej Afryki, Dominium Nowej Fundlandii i Wolne Państwo Irlandzkie. Oprócz symbolicznego uznania równości dawnej metropolii i jej dominiów, statut znosił bardzo ważną dotąd zasadę, iż wszystkie akty prawne stanowione przez władze dominiów muszą być zgodne z prawem brytyjskim, pod rygorem nieważności w razie wystąpienia sprzeczności. Parlament brytyjski utrzymał jednak wyłączność na wprowadzanie zmian w konstytucjach Kanady i Australii. 
Przyjęcie statutu jest często spotykaną w historiografii cezurą, którą uznaje się za moment uzyskania przez dominia niepodległości. Należy jednak pamiętać, że jest to data w znacznej mierze symboliczna, gdyż proces emancypacji dominiów i poszerzania zakresu ich suwerenności był bardzo stopniowy, zaś poszczególne dominia włączyły statut do własnego porządku prawnego w różnym czasie. Podobnie należy traktować próby uznania statutu za dokument powołujący Wspólnotę Narodów - jest to jedna z możliwych do przyjęcia dat, choć np. sama Wspólnota za moment swojego powstania uznaje raczej rok 1949. 
Treść statutu była w największym stopniu owocem prac komisji ekspertów, kierowanej przez Arthura Balfoura, której rekomendacje zostały przedstawione przywódcom Wielkiej Brytanii i dominiów oraz zaakceptowane przez nich na konferencji imperialnej w 1926 roku (co określa się mianem tzw. deklaracji Balfoura). Przyszłe przepisy statutu były jeszcze przedmiotem negocjacji na kolejnej konferencji, w 1930 roku. 
Statut stanowi dość nietypowy dokument z punktu widzenia teorii prawa, łącząc w sobie cechy aktu prawa wewnętrznego i umowy międzynarodowej. Choć został przyjęty w zwykłej procedurze legislacyjnej w parlamencie brytyjskim (jak typowa ustawa), zakończonej jego uchwaleniem w dniu 11 grudnia 1931, a następnie udzieleniem sankcji królewskiej, na mocy własnych przepisów rozciągał swoją moc obowiązującą na poszczególne dominia dopiero w chwili ratyfikacji przez ich parlamenty (to jest procedurą stosowaną zwykle wobec aktów prawa międzynarodowego). Dotyczyło to jednak tylko Australii, Nowej Zelandii i Nowej Fundlandii – pozostałe dominia zrezygnowały z prawa do ratyfikacji i w ich przypadku statut wszedł w życie niezwłocznie. Australia ratyfikowała statut dopiero w 1942 (choć miał obowiązywać retroaktywnie już od września 1939), Nowa Zelandia w 1947, zaś Nowa Fundlandia w ogóle nie zdążyła go przyjąć nim przyłączyła się do federacji kanadyjskiej.